# 永興風力發電站
永興風力發電站位於臺灣彰化縣芳苑鄉永興海埔新生地南側海堤，為台灣電力公司所推動的風力發電第五期計畫中，所新建的陸域風力發電站，目前由台電公司所屬的再生能源處負責管理及運轉維護。

## 沿革

### 計畫
2002年起台電公司開始推動風力發電十年發展計畫，評估與盤點台電所屬海岸核能、火力發電廠之空閒土地，以及適合新建風力發電站的海岸地區，並細分多期計畫分次推動，其中2007年1月至2011年7月的風力發電第三期計畫中，著重在桃園市觀音區大潭發電廠附近海岸，與彰化縣鹿港、王功、雲林縣麥寮等海岸地區。
2007年5月台電公司將王功與永興風力發電計畫併案提送行政院環境保護署的環境影響評估，並於2008年3月14日環評審查大會中有條件通過環境影響評估審查，台電公司隨即展開兩座風力發電站的規畫與招標作業，而永興風力發電站場址卻因為用地取得問題卡關，台電只得先行推動以順利取得用地的王功風力發電站。
2015年7月因應王功風力發電站已竣工且商轉近四年時間，台電公司向環保署提出申請停止環境監測，經環評委員審查後認為，台電在施工後的防風林補植成效不彰，因此決議必須持續辦理補植區的生態調查，其他非關防風林的項目則同意停止監測，至於永興風力發電計畫，因當初屬於併案提送，台電表示，若未來永興風力發電計畫重新順利取得用地，將重啟環評監測作業。

### 施工
2016年1月台電公司再生能源處宣布將展開風力發電第五期計畫，其中包含彰工風力發電站第三期擴建計畫、雲林臺西風力發電站、嘉義布袋港風力發電站等，並且因用地取得問題擱置的永興風力發電計畫也重新推動，納入第五期計畫中新建，總投資金額新臺幣25億2,700萬元，而重啟的永興風力發電站從原先規劃設置8部風力發電機組，減少至4部風機，於2017年起展開計畫。
2017年10月16日台電再生能源處將彰工風力第三期與永興風力併案對外招標，標案名稱為「彰工(Ⅲ)及永興風力發電機組新建工程」，預算金額達新臺幣10億8,360萬元，由中興電工與星能公司兩家投標，10月24日台電公告由中興電工以新臺幣10億7,500萬元得標。
永興風力發電站預計安裝四部單機裝置容量2.3MW的德國愛那康生產的E-70風力發電機，並以地下電纜將電力輸送至漢寶一次配電變電所供電網調度使用，預估可減少二氧化碳排放量達4.07萬公噸，2019年8月中興電工承攬的「彰工(III)及永興風力發電機組新建工程」獲得經濟部108年度公共工程優質獎。

### 竣工
2019年10月30日永興風力發電計畫四部風力發電安裝完成，並與台電電網完成併聯開始接受安全運轉調度，2020年3月31日中興電工申報永興風力發電站竣工。

## 設施

### 發電機組
| 風力發電機類型                       | 風力發電類型 | 機組數量 | 裝置容量（MW） | 商轉日期      | 狀態   |
| ------------------------------------ | ------------ | -------- | -------------- | ------------- | ------ |
| 德国Enercon公司製 E-70 型 風力發電機 | 陸域風力發電 | 4        | 9.2MW          | 2020年3月31日 | 商轉中 |